# Idiocerus subnitens
Idiocerus subnitens är en insektsart som beskrevs av Sanders och Delong 1917. Idiocerus subnitens ingår i släktet Idiocerus och familjen dvärgstritar. Inga underarter finns listade i Catalogue of Life.